# Риния (остров)
Риния (греч. Ρήνεια) — необитаемый остров в архипелаге Киклады в Греции. Расположен к западу от острова Дилос, от которого отделён проливом Дилос. Площадь острова — 14 км², население переписью 2011 года официально не зарегистрировано. Входит в состав сообщества Микониос в общине (диме) Миконос в периферийной единице Миконос в периферии Южные Эгейские острова. Бухты Мисос и Схино глубоко врезаются в остров с запада и востока. Наивысшая точка в северной части — гора Риния высотой 136 м над уровнем моря, в южной — гора Хулакас высотой 135 м.
Поликрат подарил остров делосскому храму Аполлона, повелев приковать его к Делосу цепями.